# 비단그물버섯

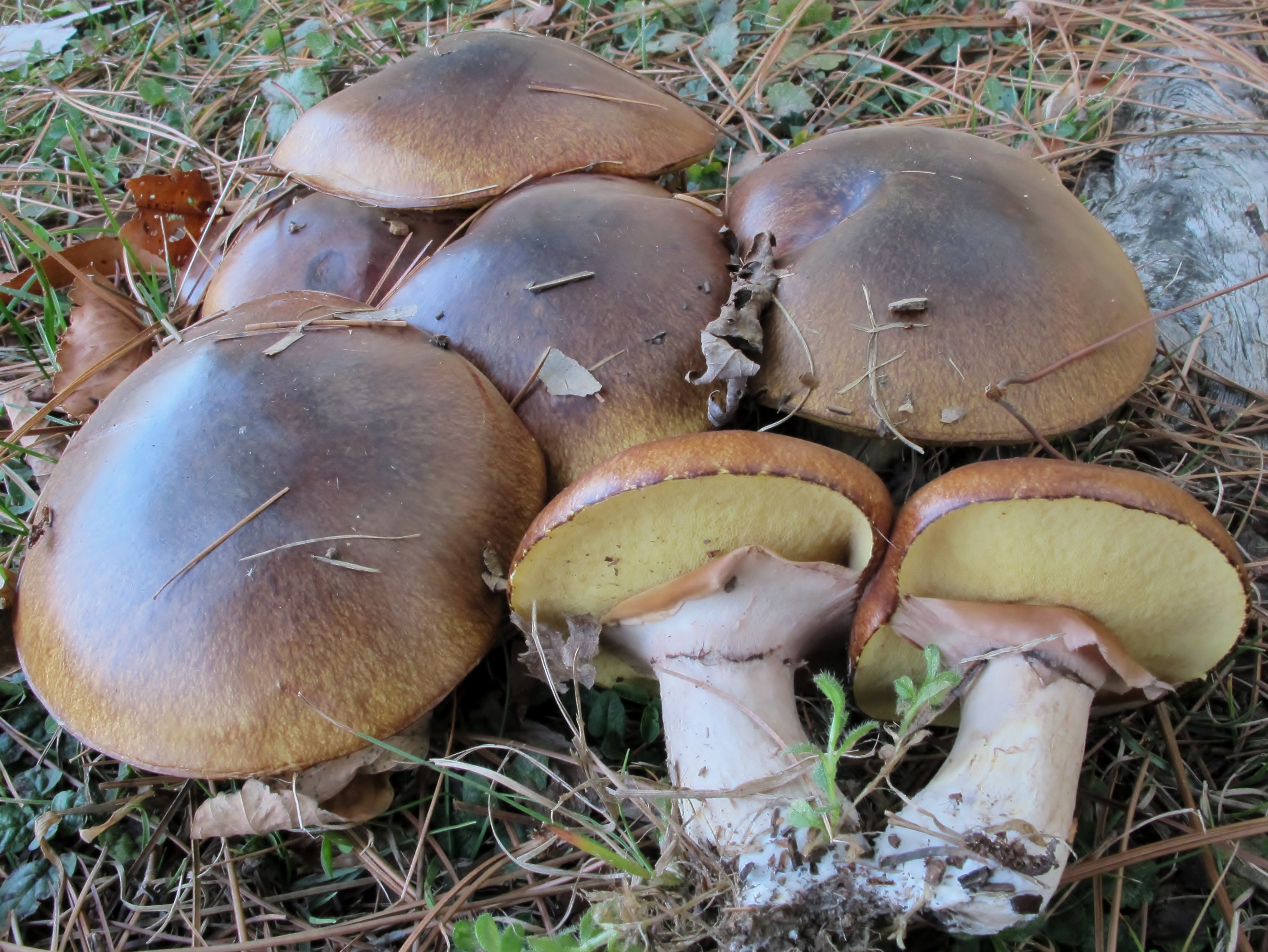

비단그물버섯(Suillus luteus)은 그물버섯(bolete) 곰팡이이며 비단그물버섯속의 모식종이다. 아일랜드에서 한국까지 유라시아 전역에 자생하는 흔한 버섯으로, 북미와 남미, 남아프리카, 호주, 뉴질랜드 등 다른 지역에도 널리 유입되었다. 영어권 국가에서는 일반적으로 슬리퍼리 잭(slippery jack) 또는 스티키 번(sticky bun)이라고 불리며, 이 이름은 젖은 상태에서 끈적거리는 것이 특징인 갈색 갓 (균류학)을 의미한다. 1753년 칼 폰 린네가 처음에 Boletus luteus(의미상 "노란 버섯")로 기술한 이 버섯은 현재 속뿐만 아니라 다른 균과로 분류된다. 비단그물버섯은 식용 가능하지만 다른 그물버섯만큼 높이 평가되지는 않는다. 일반적으로 수프, 스튜 또는 튀김 요리로 준비하여 먹는다. 하지만 슬라임 코팅(slime coating)을 먹기 전에 제거하지 않으면 소화불량을 일으킬 수 있다. 흔히 말린 버섯으로 판매된다.